# Pro Football Hall of Fame
O Pro Football Hall of Fame (lit.: Salão da Fama do Futebol Profissional) é o salão da fama do futebol americano profissional, localizado em Canton, Ohio. Inaugurado em 1963, o salão consagra figuras excepcionais no esporte do futebol profissional, incluindo jogadores, treinadores, donos de franquias e funcionários da administração, quase todos os quais fizeram suas principais contribuições ao jogo na National Football League (NFL); o salão indica entre quatro e oito novos consagrados a cada ano. A missão do salão da fama é "honrar os heróis do jogo, preservar sua história, promover seus valores e celebrar a excelência em qualquer lugar".
Até 2020, havia cerca de 346 membros do Salão da Fama do futebol americano, sendo que cerca de 189 destes ainda estão vivos. Seus membros são referidos como "Gold Jackets" (os "Jaquetas Douradas") devido às jaquetas douradas distintas que recebem durante a cerimônia de premiação. Entre quatro e oito homenageados são aceitos todos os anos. No ano de 2020, não houve cerimônia devido a pandemia de COVID-19. Já em 2021, cerca de quinze novos membros, referidos como "Ardósias do Centenário", foram introduzidos no Salão da Fama para comemorar o 100º aniversário da NFL.

## História

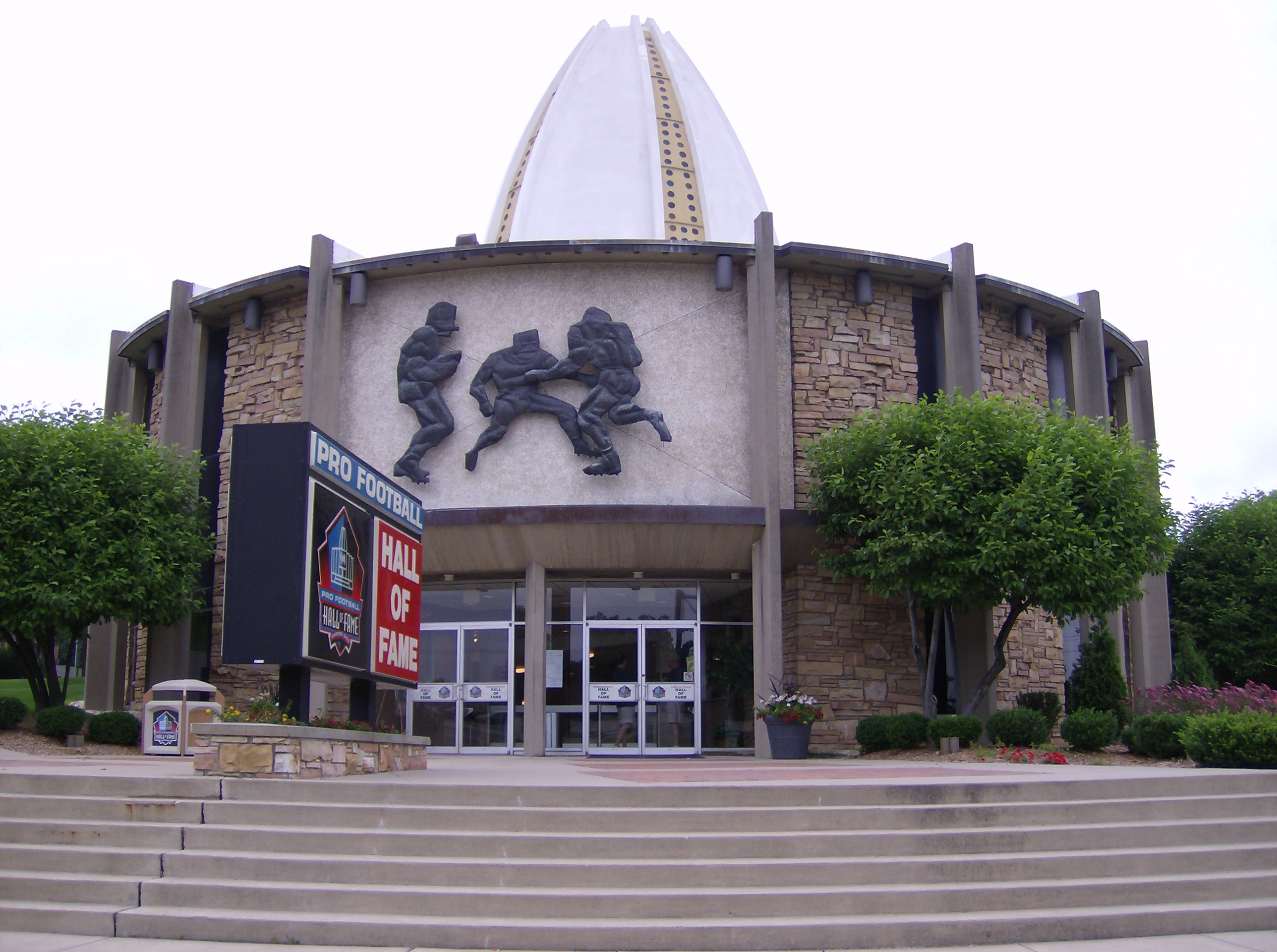
Antiga entrada para o Salão da Fama do Futebol Profissional em Canton, Ohio

A comunidade de Canton, Ohio, pressionou com sucesso a NFL para que o Salão da Fama fosse construído em sua cidade por três razões: primeiro, a NFL foi fundada em Canton em 17 de setembro de 1920 (na época era conhecida como a American Professional Football Association); segundo, o agora extinto Canton Bulldogs era um time de futebol profissional de sucesso e o primeiro bicampeão da NFL (1922 e 1923). Terceiro, a comunidade de Cantão realizou um esforço de arrecadação de fundos que arrecadou quase 400.000 dólares para a construção do Salão da Fama. Inovador para o edifício foi realizado em 11 de agosto de 1962. O edifício original continha apenas dois quartos e 19 000 pés quadrados (1 800 m2) de espaço interior.
Em abril de 1970, o terreno foi aberto para a primeira de muitas expansões. Essa primeira expansão custou 620.000 dólares e foi concluída em maio de 1971. O tamanho foi aumentado para 34 000 pés quadrados (3 200 m2) adicionando outra sala. A loja profissional abriu com essa expansão. Este também foi um marco importante para o Salão da Fama do Futebol Profissional, com o comparecimento anual ultrapassando a marca de 200.000 pela primeira vez. Isso ocorreu pelo menos em parte devido ao aumento da popularidade do futebol profissional causado pelo advento da American Football League e seu sucesso nos dois últimos jogos do AFL-NFL World Championship.

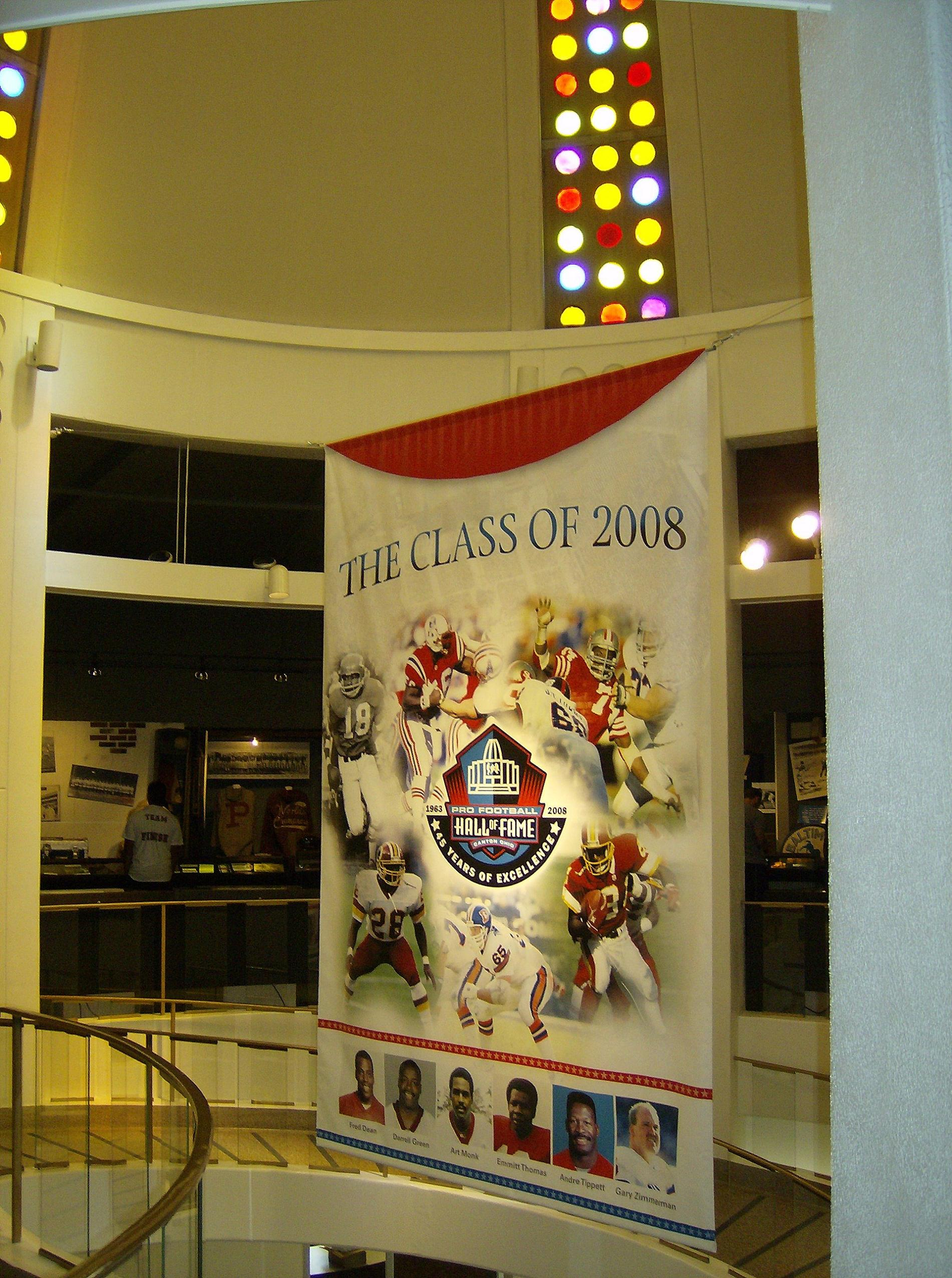
Dentro da estrutura original em 2008

Em novembro de 1977, começaram as obras de outro projeto de expansão, no valor de 1,2 milhões de dólares. Foi concluída em novembro de 1978, ampliando a loja de presentes e a biblioteca de pesquisa, além de dobrar o tamanho do teatro. O tamanho total do salão era agora de 50 500 pés quadrados (4 690 m2), mais de 2,5 vezes o tamanho original.
O edifício permaneceu praticamente inalterado até julho de 1993. O Salão anunciou mais uma expansão, no valor de 9,2 milhões de dólares, e a adição de um quinto quarto. Essa expansão foi concluída em outubro de 1995. O tamanho do edifício foi aumentado para 82 307 pés quadrados (7 647 m2). A adição mais notável foi o GameDay Stadium, que mostra uma produção da NFL Films em uma tela de 20 pés (6,1 m) por 42 pés (13 m)   tela do cinemascópio.
Em 2013, o Salão da Fama concluiu sua maior expansão e renovação até o momento. Atualmente, o Salão da Fama consiste em 118.000 pés quadrados.
O Johnson Controls Hall of Fame Village, um projeto de expansão estimado em 900 milhões de dólares, adjacente ao Salão da Fama do Futebol Profissional, concluiu a primeira fase da construção; os preparativos para o início da segunda fase estão em andamento.

### Diretores Executivos/Presidentes do Salão da Fama
- Dick McCann (4 de abril de 1962 - novembro de 1967)
- Dick Gallagher (abril de 1968 - 31 de dezembro de 1975)
- Pete Elliott (fevereiro de 1979 - 31 de outubro de 1996)
- John Bankert (1 de novembro de 1996 a 31 de dezembro de 2005)
- Steve Perry (24 de abril de 2006 - janeiro de 2014)
- David Baker (6 de janeiro de 2014 - presente)[9]

## Indicações

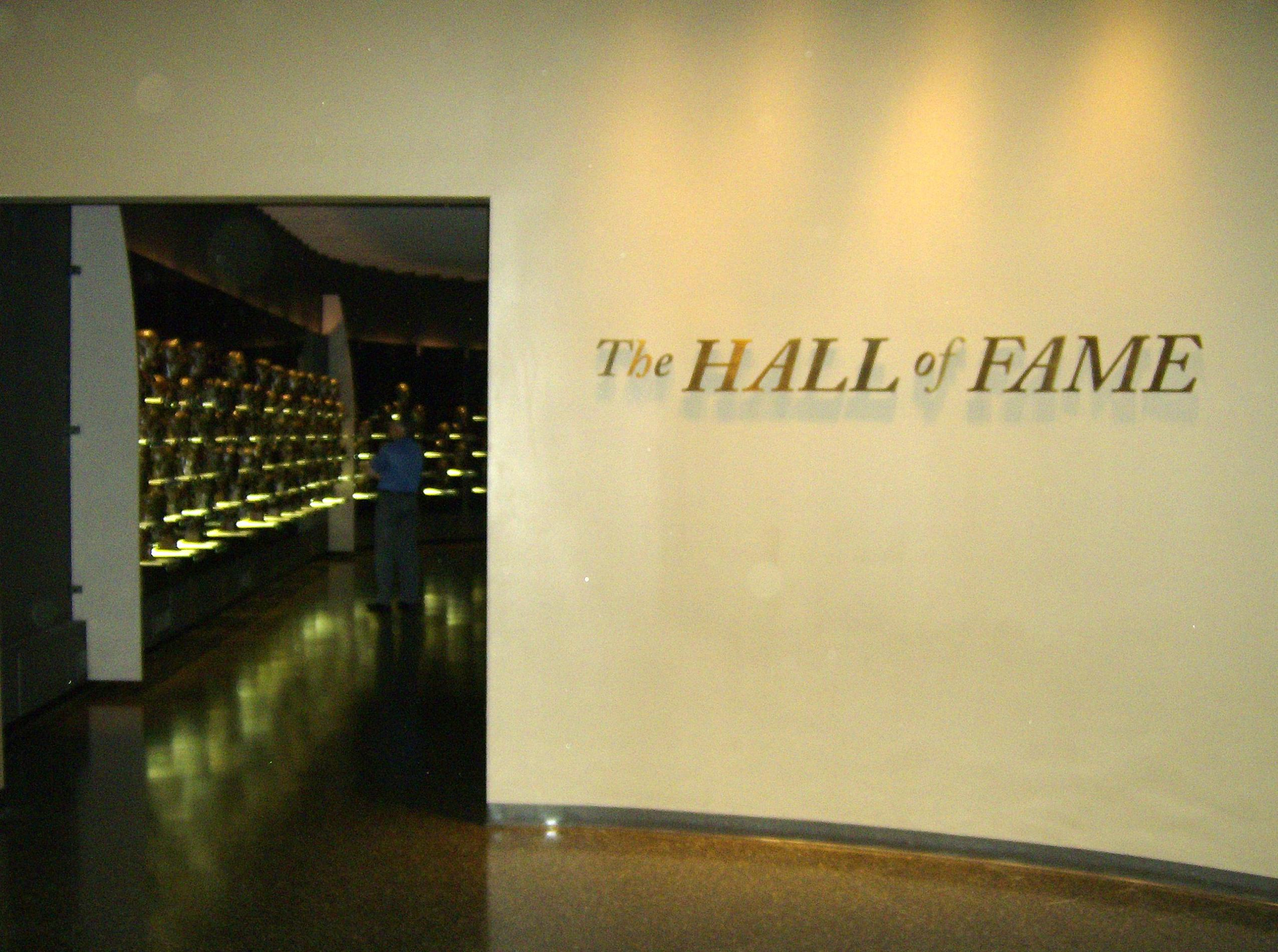
O salão é composto de várias seções, no centro é a exibição de indicados

Até 2018, todos os jogadores do salão, exceto um, desempenharam parte de sua carreira profissional na NFL (a única exceção é o guarda de Buffalo Bills, Billy Shaw, que jogou toda a sua carreira na American Football League (AFL) antes da fusão AFL-NFL de 1970). Embora vários Salões da Fama tenham experiência com a AFL, a Canadian Football League, a World Football League, a United States Football League, a Arena Football League e/ou a Indoor Football League, e há uma divisão do Salão dedicada a ligas alternativas como esta, até o momento nenhum jogador esteve no Salão sem ter feito contribuições significativas para a NFL, AFL ou All-America Football Conference. Para as estrelas da CFL, existe um Salão da Fama do Futebol Canadense paralelo; apenas um jogador (Warren Moon) e um treinador (Bud Grant) estão em ambos os salões.
O Chicago Bears tem o maior Salão da Fama entre as franquias da liga, com 34 ou 28 consagrados, dependendo se os jogadores que jogaram apenas uma pequena parte de suas carreiras com a equipe são contados.

### Processo de seleção

#### Comitê de seleção
Os recrutados são selecionados por um comitê de 48 pessoas, composto em grande parte por membros da mídia, conhecido oficialmente como Comitê de Seleção.
Cada cidade que possui uma equipe atual da NFL envia um representante da mídia local para o comitê. Uma cidade com mais de uma franquia envia um representante para cada franquia.
Há também 15 delegados em geral, incluindo um representante da Pro Football Writers Association. Exceto pelo representante da PFWA, que é nomeado para um mandato de dois anos, todas as outras nomeações são abertas e terminadas apenas por morte, incapacidade, aposentadoria ou renúncia.

#### Procedimento de votação

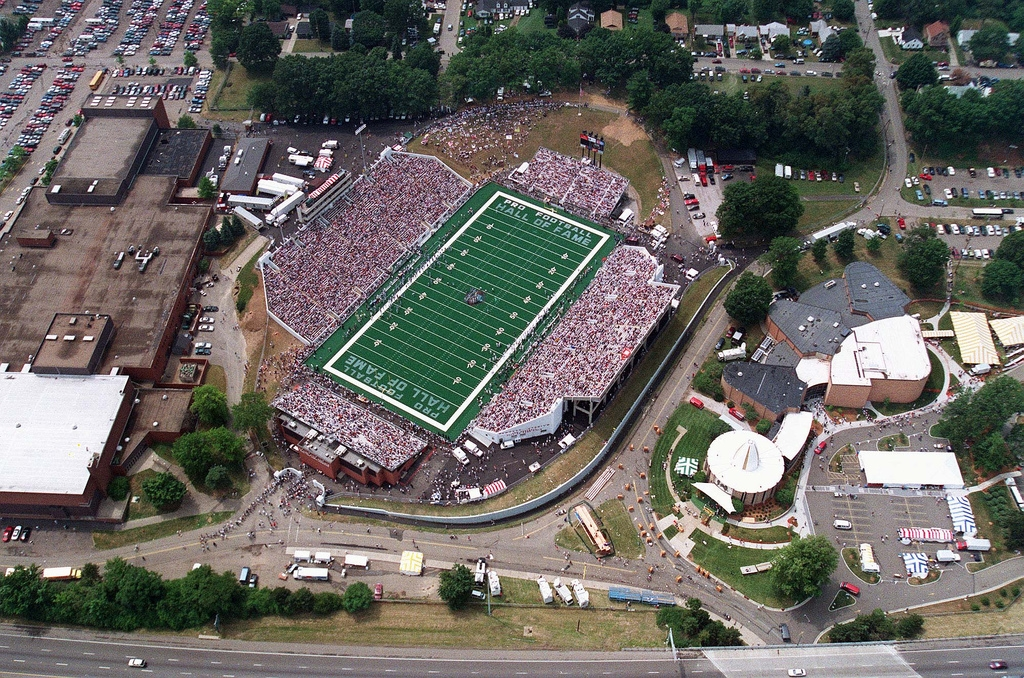
Tom Benson Hall of Fame Stadium, com o salão da fama no canto inferior direito

Para ser elegível para o processo de indicação, um jogador ou treinador deve ter se aposentado por pelo menos cinco anos. Qualquer outro colaborador, como o proprietário ou executivo de uma equipe, pode ser votado a qualquer momento.
Os fãs podem nomear qualquer jogador, treinador ou colaborador simplesmente escrevendo para o Salão da Fama do Futebol Profissional por carta ou e-mail. O Comitê de Seleção é então consultado três vezes por correio para, eventualmente, restringir a lista a 25 semifinalistas: uma vez em março, outra em setembro e outra em outubro. Em novembro, o comitê seleciona 15 finalistas por votação por correio. Um Comitê de Seniores e Contribuintes, subcomissões do Comitê de Seleção geral, nomeia Seniores (jogadores que completaram suas carreiras há mais de 25 anos) e Colaboradores (indivíduos que fizeram contribuições ao jogo em outras áreas que não jogar ou treinar). O Comitê de Idosos e o Comitê de Contribuintes adicionam dois ou um finalista(s) em anos alternados, o que faz uma cédula final de 18 finalistas sob consideração pelo comitê completo a cada ano. Os membros do comitê são instruídos a considerar apenas as contribuições profissionais de futebol de um candidato e a desconsiderar todos os outros fatores.
O Comitê de Seleção se reúne no "Sábado de Seleção", um dia antes de cada jogo do Super Bowl para eleger uma nova classe. Para ser eleito, um finalista deve receber pelo menos 80% de apoio do Conselho, com pelo menos quatro, mas não mais de oito, candidatos sendo eleitos anualmente.

### Cerimônia de consagração

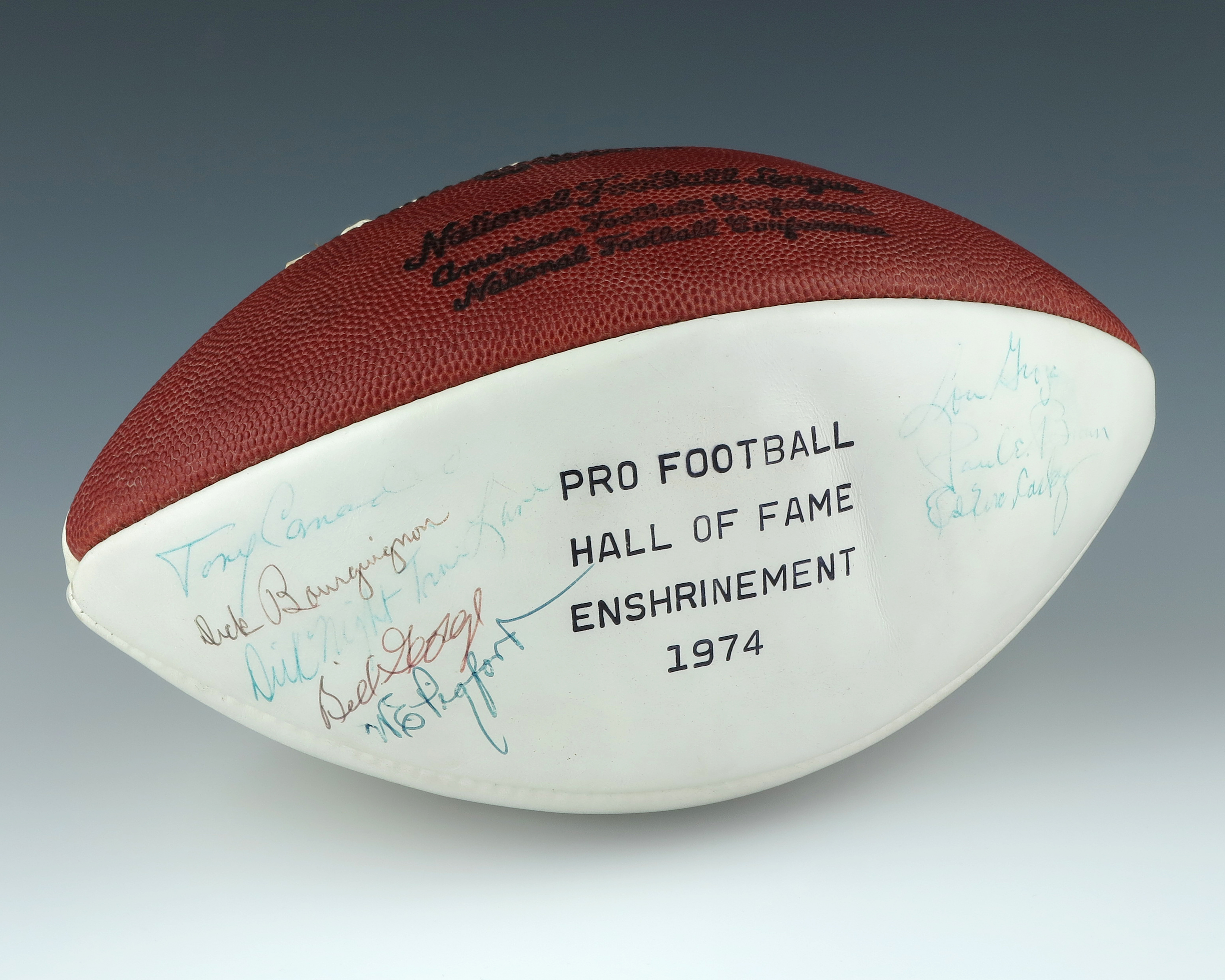
Uma bola de futebol assinada pela classe de consagração do Salão da Fama do Futebol Profissional de 1974

A cerimônia de consagração é o principal evento da semana anual de consagração da Johnson Controls, que começa todas as temporadas da NFL. A celebração é realizada durante toda a semana em Canton, em torno da cerimônia de consagração. Todos os membros do Salão da Fama são convidados a participar da cerimônia anual.
Os recrutados não entram no Salão da Fama do Futebol Profissional como membro de um determinado time. Em vez disso, todas as afiliações de um consagrado são listadas igualmente. Embora as placas do National Baseball Hall of Fame and Museum geralmente mostrem cada um de seus participantes usando um boné de clube específico (com algumas exceções, como Catfish Hunter e Greg Maddux), as esculturas de busto de cada participante do Salão da Fama do Futebol Profissional não fazem referência a nenhum item específico da equipe. Além do busto que fica em exibição permanente no Salão da Fama, os indicados recebem uma jaqueta de ouro distinta e os indicados anteriores quase sempre os usam quando participam de novas cerimônias.
As cerimônias de consagrações anteriores foram realizadas durante o dia seguinte (domingo de 1999 a 2005, sábado em 2006), situado nos degraus do edifício do Salão da Fama. A partir de 2002, a cerimônia foi transferida para o Estádio Fawcett (atual Tom Benson Hall of Fame Stadium), onde foi realizada de 1963 a 1965. Desde 2007, a cerimônia de consagração é realizada na noite de sábado, desde 2017, dois dias após o jogo no Salão da Fama.

## Hall of Fame Game
O Hall of Fame Game, o jogo de abertura anual da pré-temporada da NFL, é jogado no Tom Benson Hall of Fame Stadium, no Johnson Controls Hall of Fame Village, em Canton, Ohio. Em 2017, o Hall of Fame Game foi realizado pela primeira vez na noite de quinta-feira. O clássico da pré-temporada começa a Semana do Enshrinement Powered by Johnson Controls e começa oficialmente a pré-temporada da NFL.

## Crítica
O pequeno número de candidatos eleitos cada ano, ajudaram a promover o que alguns percebem como uma desigualdade de representação em certas posições ou em certas categorias de jogador, com jogadores de defesa em geral e defensive backs e fora linebackers em particular, equipes especiais jogadores, wide recievers, jogadores merecedores que jogaram principalmente em times ruins e aqueles da categoria "idosos", sendo menosprezados. Isso incluiu um artigo do The New York Times de 2009 que criticou o Salão por não incluir o apostador Ray Guy em sua votação, também observando que o Salão não tinha um candidato na época representando a posição. (Pelo menos duas pessoas indicadas, Sammy Baugh e Yale Lary, se destacaram, além de desempenhar outras posições). Guy foi finalmente incluído como parte da classe de 2014 do Salão da Fama. Também houve críticas de que certos jogadores são ignorados porque sua equipe subproduziu durante suas carreiras.
O Salão da Fama do Futebol Profissional é único entre os salões da fama das principais ligas da América do Norte, em que os oficiais geralmente são excluídos do Salão. Apenas um oficial, o candidato de 1966, Hugh "Shorty" Ray, foi consagrado. O National Baseball Hall of Fame and Museum, Naismith Memorial Basketball Hall of Fame e o Hockey Hall of Fame designaram membros do jogo como membros. Em parte para corrigir a falta de oficiais e outros contribuidores fora do campo, o Salão da Fama adicionou um comitê de "Colaboradores" a partir da classe de 2015, que nomeará oficiais, gerentes gerais, proprietários e outras posições que historicamente foram negligenciadas por o comitê em geral.
Outra ausência proeminente do Salão é o jornalista esportivo Howard Cosell, que ainda não recebeu o Prêmio Pete Rozelle de Rádio-Televisão, apesar de sua conhecida associação com o Monday Night Football. Um artigo da Sports Illustrated de agosto de 2010 sugere que Cosell pode até ter sido "colocado na lista negra" pela NFL.
À medida que o final dos anos 2010 se aproximava, várias figuras controversas e polarizadoras começaram a alcançar a elegibilidade para o Salão. Por exemplo, as realizações de carreira de Darren Sharper fazem dele um candidato indiscutível para o Salão, mas há um debate sobre se ele deve ou não ser induzido devido à sua condenação por várias acusações de estupro depois que ele se aposentou. A exclusão de Terrell Owens do Salão nos dois primeiros anos de elegibilidade, apesar de suas fortes estatísticas individuais, foi objeto de debate público. Owens foi eleito para o Salão da Fama em 2018, mas se recusou a participar da cerimônia de consagração.